# يورغن ينسن
يورغن ينسن (بالدنماركية: Jørgen Jensen)‏ هو عداء مراثوني دنماركي، ولد في 10 أبريل 1944، وتوفي في 2 أكتوبر 2009 في آرهوس في الدنمارك.

## وصلات خارجية
- يورغن جنسن على موقع اللجنة الأولمبية الدولية (الإنجليزية)
- يورغن جنسن على موقع أوليمبيديا (الإنجليزية)